# Атмис
Атмис — река в Каменском и Нижнеломовском районах Пензенской области России, левый приток Мокши (бассейн Волги). Устье находится в 540 км по левому берегу. Длина реки составляет 114 км, площадь водосборного бассейна — 2430 км². На реке стоит город Каменка.
Высота устья — 137,6 м над уровнем моря.
Исток реки на Приволжской возвышенности восточнее села Блиновка в 16 км к северо-востоку от города Каменка. Около истока на реке плотина и небольшая запруда. В верховьях течёт на юг, затем резко разворачивается на северо-запад и север. Крупнейшие населённые пункты на реке — город Каменка, крупные сёла Фёдоровка, Кувака, Кочалейка, Головинщино (Каменский район); Большой Мичкас, Атмис, Новая Нявка, Новая Пятина (Нижнеломовский район).
Впадает в Мокшу у деревни Кривозерье в 16 км к северо-востоку от Нижнего Ломова. Ширина у устья — около 30 метров.

## Притоки (км от устья)
- 23 км: река Вирушка (пр)
- 30 км: река Мичкас (лв)
- 51 км: река Шуварда (пр)
- 57 км: река Чалбай (лв)
- 68 км: река Варежка (лв)
- 70 км: река Малый Атмис (лв)
- 93 км: река Атмисс (лв)

## Данные водного реестра
По данным государственного водного реестра России относится к Окскому бассейновому округу, водохозяйственный участок реки — Мокша от истока до водомерного поста города Темников, речной подбассейн реки — Мокша. Речной бассейн реки — Ока.
Код объекта в государственном водном реестре — 09010200112110000026882.